# Knölen
Knölen är en seriefigur och skurk i Musse Piggs universum.
Knölen är en storväxt skurk med mycket skäggstubb och en stor mustasch. Han brukar vara klädd i rock och hatt. I nästan alla serier samarbetar Knölen med den kortväxte fast smartare skurken Putte. Dessa två ställer till mycket trassel för Musse Pigg och polisen i Ankeborg. Knölen har även samarbetat med Svarte Petter och Emil Örn, men inte så ofta.

## Serier
Knölen fick sin stora period på 1970-talet men numera syns han bara i repriser och knappt det. Han tecknades till största delen av tecknarna Paul Murry och Josep Tello Gonzales.

### Första framträdandet
Knölen dök upp första gången i serien Skattjakt i Afrika, Kalle Anka & C:o 36-39/1968. Serien var tecknad av Paul Murry som tecknade Knölen ett flertal andra serier också.